# Comuna de Zawady
Zawady (polaco: Gmina Zawady) é uma gminy (comuna) na Polónia, na voivodia de Podláquia e no condado de Białystok. A sede do condado é a cidade de Zawady.
De acordo com os censos de 2004, a comuna tem 3032 habitantes, com uma densidade 26,9 hab/km².

## Área
Estende-se por uma área de 112,67 km², incluindo:
- área agrícola: 60%
- área florestal: 31%

## Demografia
Dados de 30 de Junho 2004:
|                      | Total   | Total | Mulheres | Mulheres | Homens  | Homens |
| -------------------- | ------- | ----- | -------- | -------- | ------- | ------ |
|                      | pessoas | %     | pessoas  | %        | pessoas | %      |
| População            | 3032    | 100   | 1447     | 47,7     | 1585    | 52,3   |
| Densidade (pop./km²) | 26,9    | 100   | 12,8     | 12,8     | 14,1    | 14,1   |

De acordo com dados de 2002, o rendimento médio per capita ascendia a 1191,87 zł.